# Брайон Джеймс
Брайон Джеймс (англ. Brion James; 20 лютого 1945 — 7 серпня 1999) — американський актор.

## Життєпис
Брайон Джеймс народився в 1945 році в місті Редлендс, штат Каліфорнія, проте все дитинство провів неподалік, містечка Бомонт, де його батьки Іда Мей і Джиммі Джеймс утримували невеликий кінотеатр. Після закінчення школи в 1962 році Брайон вступив до університету Сан-Дієго, де навчався на факультеті театральних мистецтв. Після закінчення навчання Джеймс і його приятель Тім Томерсон пішли добровольцями в армію і весь термін служби пропрацювали кухарями на танковій фабриці в Каліфорнії. Незабаром після закінчення служби друзі прийняли рішення переїхати до Нью-Йорка, де Брайон почав свою акторську кар'єру, хапаючись за будь-які можливі ролі як на телебаченні, так і в театрі. Однак протягом кількох років ім'я Джеймса навіть не вказували в фінальних титрах.

## Кар'єра
Лише в 1975 році актор отримав свою першу більш-менш серйозну роль у телефільмі «Бійня в Канзас-Сіті», режисером якої був Ден Кертіс. Через рік йому запропонували участь у фільмах «Торговці мареннями» та «Гаррі і Волтер їдуть в Нью-Йорк», які актор з радістю прийняв. Наприкінці 70-х років Брайон взяв участь у зйомках таких серіалів, як «Димок зі ствола», «Неймовірний Галк», «Морк і Мінді» і «Каліфорнійський дорожній патруль».
У 1980 році режисер Волтер Гілл запрошує Брайона Джеймса грати у військовій драмі «Південна гостинність». Співпраця з режисером продовжилася в фільмах «48 годин», «Інші 48 годин» і «Червона спека». Однак, його головною роллю, яка розвіяла будь-які сумніви відносно його акторського обдарування, стала роль репліканта Леона у «Той, хто біжить по лезу» Рідлі Скотта.
У 1980-х у Брайон Джеймс зіграв кілька пам'ятних ролей, він грає у фільмах «Плоть і кров» Пола Верговена, «Хвиля злочинності» Сема Реймі, «Ворог мій» Вольфганга Петерсена. Також зіграв у фільмах «Сталевий світанок», «Танго і Кеш», «Червоний скорпіон», «Будинок 3: Шоу жахів». Через свій високий зріст і надзвичайно виразне обличчя грає переважно лиходіїв, часто інопланетян і військових.
В 1990-х роках актор все ще залишався популярним і брав участь у зйомках серіалу «Горець» і в епізоді серіалу «Тисячоліття», в якому зіграв роль шерифа Боумена. У 1994 році Брайон зіграв у картині «Убивства на радіо», режисером якої виступив англієць Мел Сміт. Наступну гучну роль актор виконав у 1997 році в культовому фільмі «П'ятий елемент», в якому Джеймс виконав роль генерала Мунро.

## Смерть
Брайон Джеймс помер у віці 54 років в Малібу, штат Каліфорнія. Офіційною причиною смерті був названий інфаркт міокарда. Уже після його смерті в прокат вийшли чотири фільми, в яких актор брав участь. За кілька років до смерті актора вийшла книга «Brion James; Interview by Craig Edwards», що складається з міркувань актора про його життя і акторську кар'єру.

## Фільмографія
| Рік       |    | Українська назва                         | Оригінальна назва                                    | Роль                                             |
| --------- | -- | ---------------------------------------- | ---------------------------------------------------- | ------------------------------------------------ |
| 1974      | с  | Волтони                                  | The Waltons                                          | Генрі Ферріс молодший                            |
| 1975      | с  | Димок зі ствола                          | Gunsmoke                                             | Джо Барнс                                        |
| 1975      | тф | Бійня в Канзас-Сіті                      | The Kansas City Massacre                             | Гомер Ван Метер                                  |
| 1975      | ф  | Важкі часи                               | Hard Times                                           | (в титрах не вказаний)                           |
| 1976      | ф  | Гаррі і Волтер їдуть в Нью-Йорк          | Harry and Walter Go to New York                      | Hayseed                                          |
| 1976      | ф  | Скарби Матекумбе                         | Treasure of Matecumbe                                | робітник                                         |
| 1976      | ф  | На шляху до слави                        | Bound for Glory                                      | водій                                            |
| 1976      | ф  | Торговці мареннями                       | Nickelodeon                                          | судовий пристав                                  |
| 1977      | ф  | Коріння                                  | Roots                                                | Slaver                                           |
| 1977      | с  | Досьє детектива Рокфорда                 | The Rockford Files                                   | Clamshell                                        |
| 1978      | ф  | Синя радість                             | Blue Sunshine                                        | Тоні                                             |
| 1978      | ф  | Літо в пошуках «Корвета»                 | Corvette Summer                                      | помічник Вейна                                   |
| 1978      | тф |                                          | Goober & the Truckers' Paradise                      | T-Bone                                           |
| 1978      | тф | Kiss зустрічає привида парку             | KISS Meets the Phantom of the Park                   | охорона                                          |
| 1978      | с  | Чіко і людина                            | Chico and the Man                                    | Hog                                              |
| 1978      | с  | Високий політ                            | Flying High                                          | Клайд Бойєр                                      |
| 1978      | с  | Неймовірний Халк                         | The Incredible Hulk                                  | Аль                                              |
| 1978      | с  | Морк і Мінді                             | Mork & Mindy                                         | Джордж                                           |
| 1979      | с  | Великий Шеймус, маленька Шеймус          | Big Shamus, Little Shamus                            | Денкер                                           |
| 1979      | с  |                                          | B.J. and the Bear                                    | патрульний (2 серії)                             |
| 1980      | с  | Зоряний крейсер «Галактика»              | Galactica 1980                                       | Віллі                                            |
| 1980      | с  | Джефферсони                              | The Jeffersons                                       | Dirty Dog                                        |
| 1980      | с  |                                          | When the Whistle Blows                               | Ел Девіс                                         |
| 1980      | тф |                                          | Trouble in High Timber Country                       | Едді Родос                                       |
| 1980      | ф  | Все про Мойсея                           | Wholly Moses!                                        | охоронець на бенкеті                             |
| 1980      | ф  | Співак джазу                             | The Jazz Singer                                      | людина в барі                                    |
| 1981      | ф  | Листоноша завжди дзвонить двічі          | The Postman Always Rings Twice                       | Crapshooter                                      |
| 1981      | ф  | Південна гостинність                     | Southern Comfort                                     | звіролов                                         |
| 1981      | ф  |                                          | Soggy Bottom, U.S.A.                                 | Defalice                                         |
| 1981      | тф |                                          | Killing at Hell's Gate                               | турок                                            |
| 1981      | с  | Бенсон                                   | Benson                                               | лісоруб                                          |
| 1979—1981 | с  | Каліфорнійський дорожній патруль         | CHiPs                                                | Акерман / Монк (3 серії)                         |
| 1982      | с  | Маленький дім у преріях                  | Little House on the Prairie                          | Амос                                             |
| 1982      | с  | Американський театр                      | American Playhouse                                   | Капітан Роджерс                                  |
| 1982      | с  | Медексперт Квінсі                        | Quincy M.E.                                          | Генрі Мюллер                                     |
| 1982      | ф  | Той, хто біжить по лезу                  | Blade Runner                                         | Леон Ковальські                                  |
| 1982      | ф  | 48 годин                                 | 48 Hrs.                                              | Бен Кехо                                         |
| 1982      | тф | Не чую зла                               | Hear No Evil                                         | Біллі Бой Бернс                                  |
| 1983      | тф | Самотня зірка                            | Lone Star                                            | Брейер                                           |
| 1983      | тф | Кенні Роджерс як гравець: Пригода триває | Kenny Rogers as The Gambler: The Adventure Continues | Ріс                                              |
| 1983      | с  | Кегні та Лейсі                           | Cagney & Lacey                                       | Дейв                                             |
| 1983      | с  | Відступники                              | The Renegades                                        | Кокрейн                                          |
| 1982—1984 | с  | Придурки з Хаззарда                      | The Dukes of Hazzard                                 | Капітан Слейтер / Дженкінс (2 серії)             |
| 1984      | ф  | Рідкісна порода                          | A Breed Apart                                        | Пейтон                                           |
| 1985      | ф  | Хвиля злочинності                        | Crimewave                                            | Артур Коддіш                                     |
| 1985      | ф  | Плоть і кров                             | Flesh and Blood                                      | Карстанс                                         |
| 1985      | ф  | Сільверадо                               | Silverado                                            | Гобарт (в титрах не вказаний)                    |
| 1985      | ф  | Ворог мій                                | Enemy Mine                                           | Стаббс                                           |
| 1985      | с  | Каскадери                                | The Fall Guy                                         |                                                  |
| 1983—1985 | с  | Команда А                                | The A-Team                                           | Девід Плот / Райдер (2 серії)                    |
| 1985      | с  | Дивовижні історії                        | Amazing Stories                                      | Віллі Джо                                        |
| 1986      | с  | Династія                                 | Dynasty                                              | Хокінс (2 серії)                                 |
| 1986      | с  | Останній електричний лицар               | Sidekicks                                            | Маршалл                                          |
| 1987      | с  | Метлок                                   | Matlock                                              | містер Грок                                      |
| 1987      | с  | Автостопщик                              | The Hitchhiker                                       | Ліонель                                          |
| 1986      | ф  | Озброєний і небезпечний                  | Armed and Dangerous                                  | Ентоні Лазарус                                   |
| 1986      | тф | Аннігілятор                              | Annihilator                                          | головний чужинець                                |
| 1987      | тф | Любов серед злодіїв                      | Love Among Thieves                                   | Андре                                            |
| 1987      | ф  | Сталевий світанок                        | Steel Dawn                                           | Тарк                                             |
| 1987      | ф  | Черрі-2000                               | Cherry 2000                                          | Стейсі                                           |
| 1988      | ф  | Ходячий труп                             | Dead Man Walking                                     | Декер                                            |
| 1988      | ф  | Мертвий після прибуття                   | D.O.A.                                               | детектив Ульмер                                  |
| 1988      | ф  | Скаути                                   | The Wrong Guys                                       | Глен Гранскі                                     |
| 1988      | ф  | Червона спека                            | Red Heat                                             | Стрік                                            |
| 1988      | ф  | Кошмар в полудень                        | Nightmare at Noon                                    | Альбінос                                         |
| 1988      | ф  | Червоний скорпіон                        | Red Scorpion                                         | Краснов                                          |
| 1986—1988 | с  | Кувалда                                  | Sledge Hammer!                                       | Дон Меррілл / Фелікс Рідель (2 серії)            |
| 1988      | с  | Поліція Маямі                            | Miami Vice                                           | Едвард Різ                                       |
| 1988      | кф | Слово честі                              | On My Honor                                          | командир                                         |
| 1989      | ф  | Будинок 3: Шоу жахів                     | The Horror Show                                      | Макс Дженкі                                      |
| 1989      | ф  | Мутатор                                  | Mutator                                              | Девід Аллен                                      |
| 1989      | ф  | Кола в лісі                              | Circles in a Forest                                  | містер Паттерсон                                 |
| 1989      | ф  | Танго і Кеш                              | Tango & Cash                                         | Requin                                           |
| 1989      | тф | Відчайдушний: Війна ізгоїв               | Desperado: The Outlaw Wars                           | Рой Граймс                                       |
| 1990      | с  | Молоді вершники                          | The Young Riders                                     |                                                  |
| 1990      | ф  | Тільки через її труп                     | Enid Is Sleeping                                     | водій вантажівки                                 |
| 1990      | ф  | Вуличний захист                          | Street Asylum                                        | Преподобний Моні                                 |
| 1990      | ф  | Інші 48 годин                            | Another 48 Hrs.                                      | Бен Кехо                                         |
| 1991      | ф  | Матінка                                  | Mom                                                  | Нестор Дювальє                                   |
| 1991      | ф  | Останні бажання                          | Ultimate Desires                                     | Вольфганг Фрідман                                |
| 1988—1991 | с  | Мисливець                                | Hunter                                               | Томас Даффі / лейтенант Джефф Водсворд (2 серії) |
| 1991      | с  | Байки зі склепу                          | Tales from the Crypt                                 | Стів Діксон                                      |
| 1992      | тф | Чорна магія                              | Black Magic                                          | Том Маккей                                       |
| 1992      | тф |                                          | Overkill: The Aileen Wuornos Story                   | Брюс Мюнстер                                     |
| 1992      | ф  | Гравець                                  | The Player                                           | Джоел Левісон                                    |
| 1992      | ф  | Джинн без пляшки                         | Wishman                                              | Джек Роуз                                        |
| 1992      | ф  | Немезида                                 | Nemesis                                              | Меріц                                            |
| 1992      | ф  | Жаб'яче місто 2                          | Frogtown II                                          | професор Танзен                                  |
| 1992—1993 | мс | Бетмен: Анімаційні серії                 | Batman: The Animated Series                          | додаткові голоси / Ірвінг (2 серії)              |
| 1993      | с  | Відступник                               | Renegade                                             | Елі Старк                                        |
| 1993      | с  | Джонні Бего                              | Johnny Bago                                          | Томмі "Ствола" Тестароне                         |
| 1993      | тф |                                          | Rio Diablo                                           | Джейк Волкер                                     |
| 1993      | в  | Вибий мізки: Історія кохання             | Brain Smasher... A Love Story                        | Браун                                            |
| 1993      | ф  | Той, що біжить в часі                    | Time Runner                                          | Нейла                                            |
| 1993      | ф  | На відстані удару                        | Striking Distance                                    | детектив Едді Ейлер                              |
| 1993      | ф  | Вирішальний поєдинок                     | Showdown                                             | проректор Ковальські                             |
| 1993      | ф  | У темряві                                | The Dark                                             | Пол Бакнер                                       |
| 1993      | тф | Дорогоцінні жертви                       | Precious Victims                                     | агент Джиммі Бівенс                              |
| 1994      | тф | Супутник життя                           | The Companion                                        | Рон Кокрейн                                      |
| 1994      | тф | Лицар доріг 2010                         | Knight Rider 2010                                    | Джаред                                           |
| 1994      | с  | Шовкові мережі                           | Silk Stalkings                                       | Руперт Тарлоу                                    |
| 1994      | с  | Мантіс                                   | M.A.N.T.I.S.                                         | Соломон Бокс                                     |
| 1994      | с  | Горець                                   | Highlander                                           | Арманд Торн                                      |
| 1994      | в  | Сканер-поліцейський                      | Scanner Cop                                          | доктор Гемптон                                   |
| 1994      | ф  | Юнга                                     | Cabin Boy                                            | Біг Тедді                                        |
| 1994      | ф  | Зіткнення з майбутнім                    | Future Shock                                         | Джек Портер                                      |
| 1994      | ф  | Останній ковбой                          | F.T.W.                                               | шериф Руді Морган                                |
| 1994      | ф  | Дика земля                               | Savage Land                                          | Сайрус                                           |
| 1994      | ф  | Детектив Арт Деко                        | Art Deco Detective                                   | Джим Векслер                                     |
| 1994      | ф  | Убивства на радіо                        | Radioland Murders                                    | Берні Кінг                                       |
| 1994      | ф  | Ніжне вбивство                           | The Soft Kill                                        | Бен Маккарті                                     |
| 1994      | ф  | Гонконг 97                               | Hong Kong 97                                         | Саймон Александер                                |
| 1995      | ф  | Злючка                                   | Spitfire                                             | крутий хлопець (в титрах не вказаний)            |
| 1995      | ф  | Природа звіра                            | The Nature of the Beast                              | шериф Гордон                                     |
| 1995      | ф  | Володіння                                | Dominion                                             | Лінвуд                                           |
| 1995      | ф  | Кіберджек                                | Cyberjack                                            | Нассім                                           |
| 1995      | ф  | Непристойна поведінка 3                  | Indecent Behavior III                                | містер Ковед (в титрах не вказаний)              |
| 1995      | тф | Малювальник 2: Руки, які бачать          | Sketch Artist II: Hands That See                     | Ларрі Вокер                                      |
| 1995      | в  | Сталева межа                             | Steel Frontier                                       | генерал Куантрел                                 |
| 1995      | с  | Маршал                                   | The Marshal                                          | головний маршал Оллаі Матерс                     |
| 1996      | с  |                                          | The Lazarus Man                                      |                                                  |
| 1996      | мс | Справжні монстри                         | Aaahh!!! Real Monsters                               | великий санітар / химера (2 серії)               |
| 1996      | тф | Заколот у космосі                        | Assault on Dome 4                                    | Голова                                           |
| 1996      | ф  | Зловісна одержимість                     | Evil Obsession                                       | Ставінські                                       |
| 1996      | ф  | Марко Поло: Пропала глава                | Marco Polo: The Missing Chapter                      | Дож Венеції                                      |
| 1996      | ф  | Дорогоцінна знахідка                     | Precious Find                                        | Сем Хортон                                       |
| 1996      | ф  | Американські бродяги                     | American Strays                                      | Оріс                                             |
| 1996      | ф  | Одинокий ведмідь                         | Billy Lone Bear                                      | Волш                                             |
| 1997      | ф  | Банка смерті                             | The Killing Jar                                      | доктор Вінсент Гаррет                            |
| 1997      | ф  | Знову в справі                           | Back in Business                                     | Емері Рікер                                      |
| 1997      | ф  | П'ятий елемент                           | The Fifth Element                                    | генерал Мунро                                    |
| 1997      | ф  | Шахрай і забобони                        | Snide and Prejudice                                  | Герман Герінг                                    |
| 1997      | ф  | Врятувати брата                          | The Setting Son                                      | Джуніор                                          |
| 1997      | ф  | Підземелля                               | The Underground                                      | капітан Хілтон                                   |
| 1997      | ф  | Вибуховий ефект                          | Bombshell                                            | Дональд                                          |
| 1997      | ф  | Жінка-птеродактиль з Беверлі-Гіллз       | Pterodactyl Woman from Beverly Hills                 | Сальвадор Далі / Сем                             |
| 1996—1997 | мс | Супермен                                 | Superman                                             | Паразит / Руді Джонс (3 серії)                   |
| 1997      | с  | Вокер, техаський рейнджер                | Walker, Texas Ranger                                 | Рафер Кобб (2 серії)                             |
| 1997      | вг | Blade Runner                             | Blade Runner                                         | Леон Ковальський (озвучення)                     |
| 1998      | вг | Superman                                 | Superman                                             | Паразит (голос)                                  |
| 1998      | тф | Люди в білому                            | Men in White                                         | генерал                                          |
| 1998      | с  | Тисячоліття                              | Millennium                                           | шериф Боуман                                     |
| 1998      | с  | Вартовий                                 | The Sentinel                                         | Воррен Чапел                                     |
| 1998      | с  | Помста без меж                           | Vengeance Unlimited                                  | Франклін Деккер                                  |
| 1998      | мс | Люди в чорному                           | Men in Black: The Series                             | (2 серії)                                        |
| 1998      | ф  | Острів Шакала                            | Jekyll Island                                        | Лоутон Гудєр                                     |
| 1998      | ф  | Хвиля пристрасті                         | In God's Hands                                       | капітан                                          |
| 1998      | ф  | Кордон до кордону                        | Border to Border                                     | Card Shark                                       |
| 1998      | ф  | Грабіж                                   | Heist                                                | Caz                                              |
| 1998      | ф  | Смертельний викуп                        | Deadly Ransom                                        | Боббі Ріко                                       |
| 1998      | ф  | Реквієм мафії                            | Brown's Requiem                                      | Кеткарт                                          |
| 1998      | ф  | Кай Рабе проти вбивці Ватикану           | Kai Rabe gegen die Vatikankiller                     | Monch                                            |
| 1998      | ф  | Дар Джозефа                              | Joseph's Gift                                        | Френк Чілдресс                                   |
| 1998      | ф  | Чорне море 213                           | Black Sea 213                                        | капітан Кіллік                                   |
| 1998      | ф  | Озеро любові 2                           | A Place Called Truth                                 | Генк                                             |
| 1997—1999 | мс | Спаун                                    | Spawn                                                | Додаткові голоси (6 серій)                       |
| 1998—1999 | с  | Чудова сімка                             | The Magnificent Seven                                | Стюарт Джеймс (2 серії)                          |
| 1999      | в  | Місяць мисливця                          | The Hunter's Moon                                    | шериф Фолкс                                      |
| 1999      | тф | Пригоди короля Артура                    | Arthur's Quest                                       | Трент                                            |
| 1999      | ф  | Зловмисник                               | Malevolence                                          | начальник в'язниці Вокер                         |
| 1999      | ф  | Дурний                                   | Foolish                                              | Рубен Рейес (в титрах не вказаний)               |
| 1999      | ф  | Ворог мого ворога                        | Diplomatic Siege                                     | генерал Стаббс                                   |
| 1999      | ф  | Лузер                                    | Dirt Merchant                                        | детектив Гаррі Бал                               |
| 2000      | ф  | Оператор                                 | The Operator                                         | Вернон Вудс                                      |
| 2000      | ф  | Король живий                             | The King Is Alive                                    | Ешлі                                             |
| 2000      | ф  | Прощавай, любове моя                     | Farewell, My Love                                    | Рено                                             |
| 2000      | ф  | Злодій і стриптизерка                    | The Thief and the Stripper                           | Шейх                                             |
| 2005      | ф  | Мис Фенікс                               | Phoenix Point                                        | Павук Ріко                                       |